# Musique réunionnaise

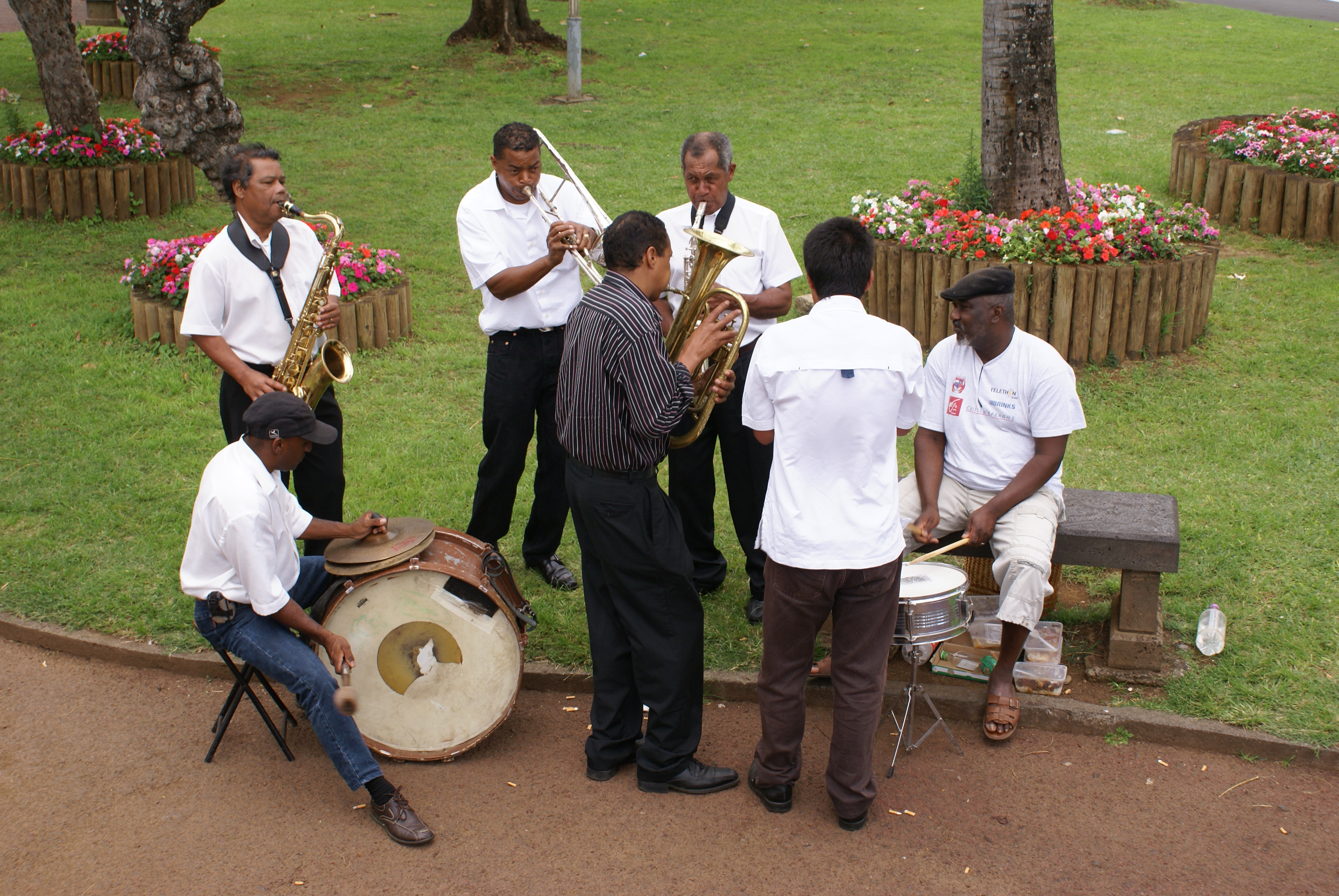
Groupe jouant de la musique réunionnaise à Saint-Pierre.

La musique réunionnaise, qui est la musique de La Réunion, île française dans le sud-ouest de l'océan Indien, s'appuie sur un ensemble traditionnel aux influences africaines dont les deux principaux genres musicaux sont le séga et le maloya, le premier étant par ailleurs présent à Maurice et aux Seychelles. Résultat des métissages liés à l'existence de l'esclavage à Bourbon, ce patrimoine est peu à peu revalorisé par le biais de genres nouveaux importés de France métropolitaine ou d'ailleurs. 
La scène réunionnaise comprend désormais d'autres genres de musique comme le reggae, le ragga, le dancehall, la gommance, le zouk, le rap, le rock, le jazz, etc. Leur essor est soutenu par le développement de festivals d'envergure tels que le Sakifo Musik Festival, notamment.